# ユニオン駅 (ポートランド)
ユニオン駅（Union Station）は、アメリカ合衆国オレゴン州のポートランドにある鉄道駅。ウィラメット川西岸に位置している。

## 歴史
1896年、ノーザン・パシフィック鉄道のターミナル駅として建設された。当時ポートランドはアメリカ北西部最大の都市だった。その長い歴史の中でユニオン駅には、ユニオン・パシフィック鉄道、バーリントン・ノーザン鉄道、サザン・パシフィック鉄道などの鉄道会社が乗り入れた。

## 運行
アムトラックの旅客列車が発着する。
- エンパイア・ビルダー：シカゴ行きの大陸横断列車。
- コースト・スターライト：シアトル・ロサンゼルス間を走る長距離列車。
- アムトラック・カスケーズ：カナダのバンクーバー行きの国際列車。

## 周辺
ユニオン駅が立地する「オールドタウン」は、ポートランドでは治安の悪い地区と認識されており、改善の努力が続けられている。

## ギャラリー

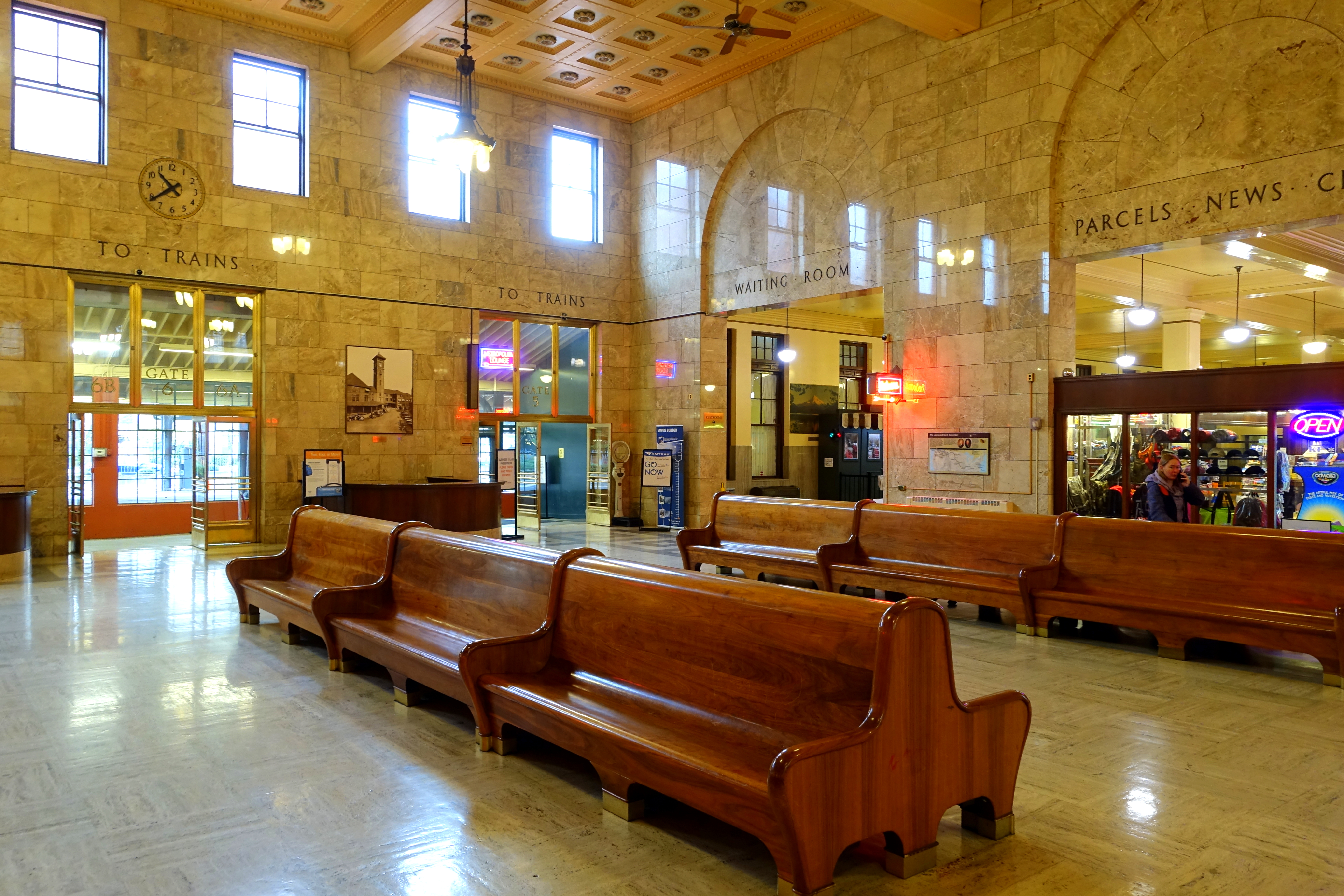
待合室
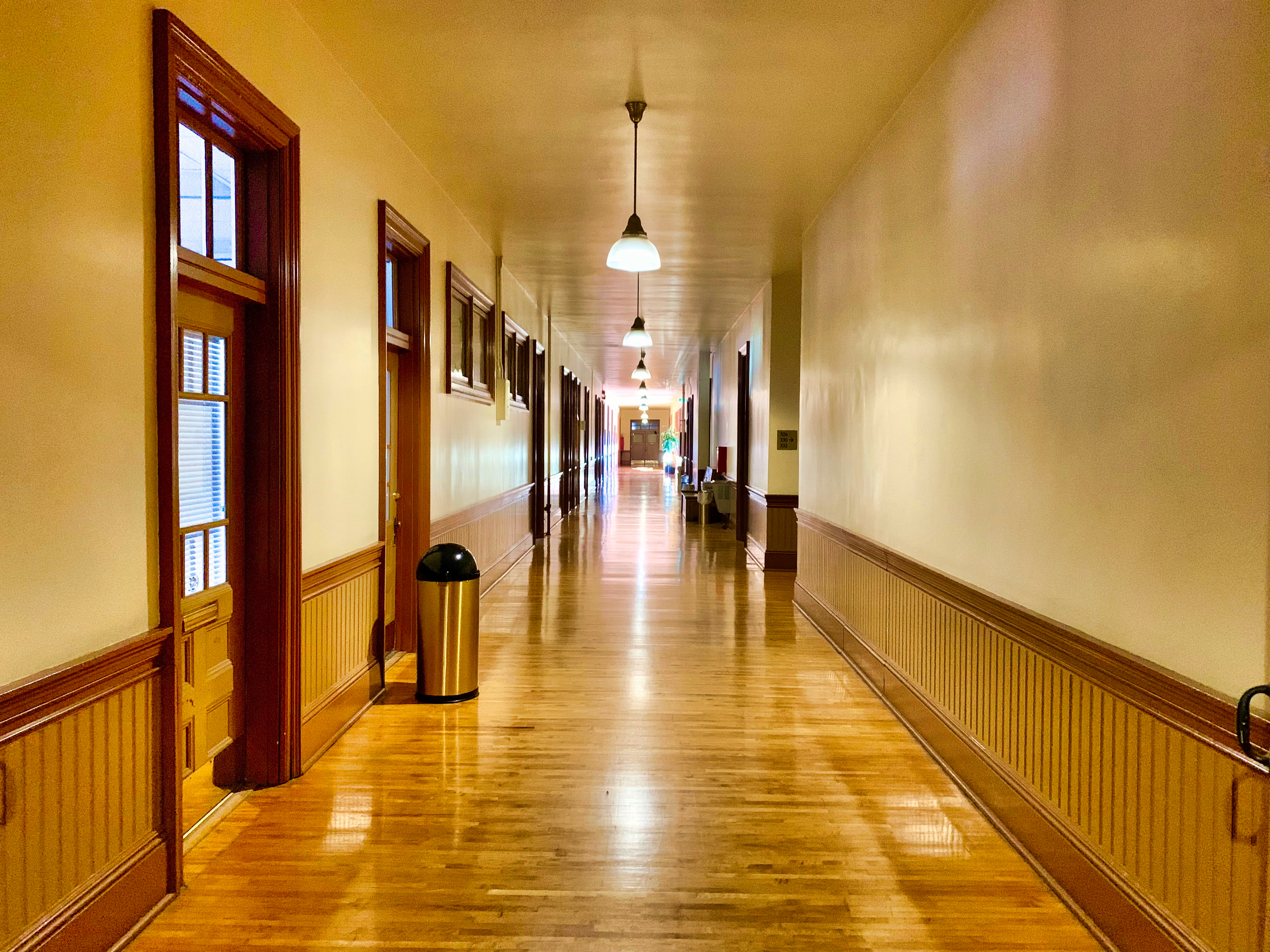
通路
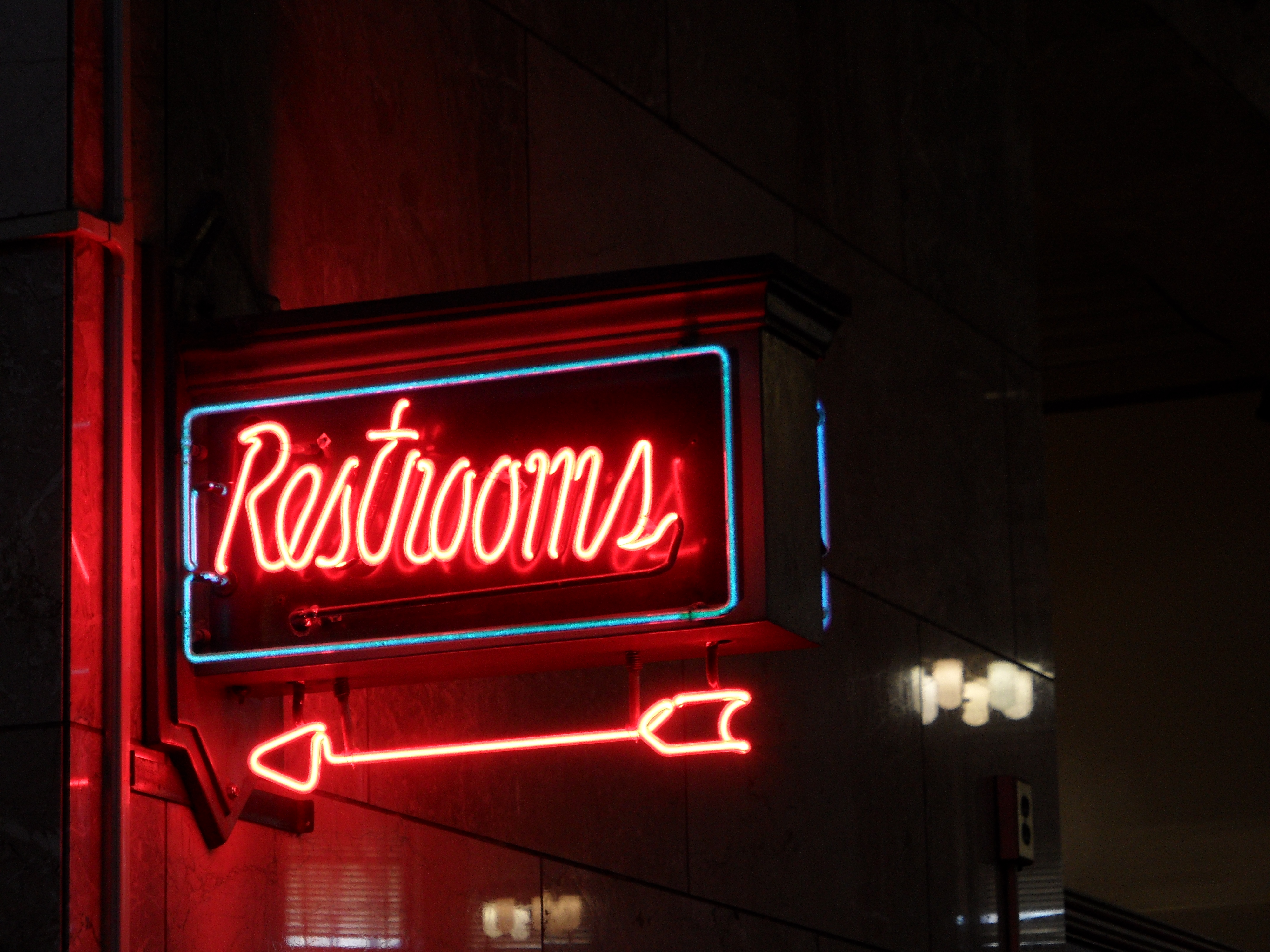
トイレ